# Manuel Pazos
Manuel Pazos González (Cambados, Pontevedra, 17 de marzo de 1930-Elche, Alicante, 24 de mayo de 2019) fue un futbolista español que se desempeñaba como guardameta.

## Biografía
Tras jugar en el Celta, fichó por el Real Madrid. Con el equipo madrileño se hizo con el campeonato nacional de Liga en 1954, jugando con Gento y Di Stéfano, entre otros. Después de disputar diecisiete partidos como titular, fue cedido al Hércules.
En mayo de 1955, regresó a Madrid, como guardamenta del Atlético de Madrid. En el equipo colchonero, en el que permaneció entre 1952 y 1962, destacó definitivamente como guardameta. Disputó 174 partidos, si bien en las primeras cinco temporadas fue el titular indiscutible, mientras que en las dos últimas fue el suplente del cancerbero argentino Madinabeytia.
Pazos fue el titular en el primer partido de la Copa de Europa, que disputó el club rojiblanco en su historia. En dicho partido, celebrado en el estadio Metropolitano el 17 de septiembre de 1958, el Atlético de Madrid venció por un contundente 8-0 frente al Drumcondra irlandés. Posteriormente conquistó tres títulos con el equipo colchonero: la Recopa de Europa 1962 y las Copas de España de 1960 y 1961.
También fue subcampeón de la Copa del Generalísimo en 1956 contra el Athletic Club, terminando en la segunda posición en el campeonato nacional de Liga en dos ocasiones: 1958 y 1961. En su carrera deportiva en el Atlético, es el séptimo portero con más partidos de la historia del equipo madrileño en la Liga, con 146 partidos, 137 los primeros cinco años y nueve los dos siguientes.
Al final de la temporada 1961-62, con 33 años, Pazos concluyó su etapa en el Atlético de Madrid y se trasladó a Elche, donde también fue una leyenda. Disputó siete temporadas hasta su retirada en 1969. «Contra el líquido elemento, contra el barro, contra el viento, contra su propia defensa, no descansa un momento y sus actuaciones son inmensas», se decía de él en el equipo franjiverde.
Tras su muerte, el club rojiblanco emitió un comunicado en el que señalaba que «Con la marcha de Manuel Pazos la familia atlética pierde a otro de los símbolos que lo dieron todo por este club dentro y fuera del terreno de juego. Desde el club, el presidente, consejero delegado y nuestro consejo muestran su más sincero pésame a toda la familia de Manuel Pazos».

## Clubes
| Club                    | País   | Año       |
| ----------------------- | ------ | --------- |
| R. C. Celta de Vigo     | España | 1951-1953 |
| Real Madrid C. F.       | España | 1953-1954 |
| Hércules C. F.          | España | 1954-1955 |
| Club Atlético de Madrid | España | 1955-1962 |
| Elche C. F.             | España | 1962-1969 |
| Abarán C. F.            | España | 1974-1975 |
| C. D. Tháder            | España | 1975-1976 |